# Osman Aktas
Osman Aktas est un boxeur français né le 15 mai 1976 dans la région de Sivas, Turquie.

## Biographie
Osman est arrivé à Châteaubriant à l'âge de 6 ans et a commencé la boxe à 14 ans malgré le refus de ses parents. Il fera d'ailleurs une pause de 4 ans. Tout en s'entrainant dans la ville de Saint-Nazaire, il exerce le métier de maçon. 

## Palmarès
- Champion de France de boxe anglaise poids super-plumes (22 mai 2007)
- Champion de France de boxe anglaise poids plumes (15 novembre 2007)
- Champion de l'union européenne poids plumes du 3 juin 2008 au 14 février 2009